# Mainburg
Mainburg è un comune tedesco di 13 882 abitanti, situato nel land della Baviera.